# غراويان سفلي (مقاطعة غيلانغرب)
غراويان سفلي (بالفارسية: گراویان) هي مستوطنة تقع في منطقة مركزية ريفية في إيران. يقدر عدد سكانها بـ 320 نسمة .